# Diestrammena chinensis
Diestrammena chinensis är en insektsart som först beskrevs av Sergey Storozhenko 1990.  Diestrammena chinensis ingår i släktet Diestrammena och familjen grottvårtbitare. Inga underarter finns listade i Catalogue of Life.